# Лубяной (Ростовская область)
Лубяной — посёлок в Тацинском районе Ростовской области.
Входит в состав Суховского сельского поселения.

## География
В посёлке имеется одна улица — Восточная.

## История
В 1987 году указом ПВС РСФСР посёлку третьей фермы совхоза «Тацинский» присвоено наименование Лубяной.

## Население
| 2010 |
| ---- |
| 21   |